# Гай Клавдий Инрегиленсис Сабин
Вижте пояснителната страница за други личности с името Инрегиленсис.
Гай Клавдий Инрегиленсис Сабин (на латински: Gaius Claudius Inregillensis Sabinus) е римски политик на ранната Римска република от 5 век пр.н.е.

## Биография
Произлиза от клон Сабин на патрицианската фамилия Клавдии. Син е на Апий Клавдий Сабин Инрегиленсис (консул 495 пр.н.е.) и брат на Апий Клавдий Крас Инрегиленсис Сабин (консул 471 пр.н.е.).
През 460 пр.н.е. той става консул заедно с Публий Валерий Публикола и след смъртта му със суфектконсул Луций Квинкций Цинцинат.
Гай Клавдий Сабин умира вероятно през 446 пр.н.е.